# Naspers
Naspers es una empresa internacional de medios establecida en Sudáfrica. Las principales actividades realizadas son en el área de servicios de televisión de pago y prensa. Cotiza en las bolsas de valores de Johannesburgo y Nueva York. Naspers opera entre otros, en los Estados Unidos, África subsahariana, Brasil, Tailandia, India y China. Puntos de operación también se refieren a Europa. Tiene sus propios proyectos, entre otros en Polonia, Rusia, Grecia y los Países Bajos.

## Negocios en Polonia

### GG Red
4 de octubre de 2007 a través de una compañía registrada en los Países Bajos, Polonia filial MIH Holdings BV anunció una oferta para adquirir el 100% de las acciones de esta empresa, ofreciendo 23,50 EUR por acción (casi un 20% más que el precio de la cuota de mercado del día anterior). El principal inversor en Varsovia Equity Holding (dueño de 9.681.000 de acciones, o el 55% de las acciones) confirmó el interés en la oferta y, como el creador de Gadu-Gadu, Lukasz Foltyn, con aproximadamente el 14% de las acciones enajenadas. A finales de junio 2008 Polonia MIH Holdings BV ya era propietaria de todas las acciones de Gadu-Gadu SA (17584611) y su cotización en la bolsa de valores fue suspendida.
Principales productos: mensajería instantánea, correo electrónico y servicios conexos (Móvil Gadu-Gadu, GaduAIR); Servicio de microblog Blip.

### Allegro Grupo
En marzo de 2008, Naspers hizo una oferta para comprar las acciones cotizadas en Tradus de la Bolsa de Londres. El precio ofrecido es de 18 € por acción, para un total de £ 946 millones. El principal activo de Tradus (anteriormente conocido como QXL Ricardo) era portal de subastas Allegro.pl.
En junio de 2009, la empresa a través de su MIH Allegro BV pidió la venta del 100% de las acciones que cotizan en la Bolsa de Valores de Varsovia, el propietario de la empresa Bankier.pl SA, entre otros portales Bankier.pl y mojeauto.pl. Después de la adquisición de todas las acciones de la compañía se ha retirado del mercado de valores. Comenzó a cotizar en la Bolsa de Valores para el 25 de mayo de 2010.
Del 26 de enero de 2011, la empresa QXL Polonia, OtoMoto, Ceneo, Bankier.pl y de servicios de Internet es una compañía llamada Allegro Grupo. El propietario del grupo combinado permanece MIH Allegro BV
Principales productos: Allegro.pl sitio de subastas; servicios en el ámbito del comercio electrónico, entre otros OtoMoto, Ceneo; El portal económico y financiero Bankier.pl.

## Publicaciones y servicios

### Lista de revistas
- Huisgenoot
- Drum
- USTED
- Weg!
- Finweek
- Sarie
- Fair Lady
- Valor de la mujer
- DIT
- Revista Veja (Brasil)
- La verdadera Love Magazine
- True Love Bebé
- Maxpower
- Mi semana
- InStyle
- TopBike
- Salud de los Hombres (edición sudafricana)
- Forma (edición sudafricana)
- Fit Pregnancy (edición sudafricana)
- Runners World (edición sudafricana)
- África del Sur Sports Illustrated
- Golf Digest (edición sudafricana)
- Patada Inicial
- Expulsar

### Lista de servicios de Internet
- Allegro.pl
- News24
- Ancestry24
- Fin24
- Property24
- GoTravel24.com
- Mujeres24
- Health24
- Wheels24
- 24.com
- Food24
- MWEB
- QQ
- MediaZone.com
- Gadu-Gadu SA
- LiveChat
- Mail.ru
- ibibo .com (India)
- Bixee.com (India)
- ACL Wireless (India)
- Mxit Lifestyle (Sudáfrica)
- BuzzCity (Singapur)
- Sanook (Tailandia)
- Tradus (Reino Unido y Suiza)
- Nimbuzz (Países Bajos)
- Buscapé (Brasil)
- Vatera (Hungría)
- QXL Auksjon Norge AS
- Movile